# ميكي كوين
ميكي كوين (بالإنجليزية: Micky Quinn)‏ (2 مايو 1962 بليفربول في المملكة المتحدة - ) هو معلق رياضي ولاعب كرة قدم بريطاني في مركز الهجوم. لعب مع أولدهام أثلتيك وستوكبورت كونتي وكوفنتري سيتي ونادي باوك ونادي بليموث أرجايل ونادي بورتسموث ونادي ريدنغ ونادي واتفورد ونيوكاسل يونايتد وويغان أتلتيك.

## وصلات خارجية
- ميكي كوين على موقع قاعدة بيانات كرة القدم.إي يو (الإنجليزية)
- ميكي كوين على موقع Soccerway.com (الإنجليزية)
- ميكي كوين على موقع عالم كرة القدم.نت (الإنجليزية)